# Аврора (операционная система)
ОС Аврора — российская мобильная операционная система с закрытым исходным кодом, Разработана на базе Sailfish OS, используется в корпоративных парках устройств, государственных учреждениях, а также доступна для покупки индивидуальным пользователям. Система включает функции централизованного управления устройствами, шифрования данных и многофакторной аутентификации. По состоянию на июнь 2025 год, последняя публичная версия системы — Аврора 5.1.5.
Включена в Единый реестр российских программ для ЭВМ и БД.

## История развития
Разработка ОС ведётся с 2016 года российской компанией «Открытая мобильная платформа» на базе форка Sailfish OS (с 2012 года разрабатывается финской Jolla), которую сильно модифицировали на уровне всех слоёв операционной системы.
В декабре 2020 года вышел новый релиз мобильной ОС Аврора — версия 3.2 «Пенза».
18 января 2021 года стало известно, что из государственного бюджета предложено направить 19,4 млрд руб. на закупку для врачей и учителей 700 тыс. планшетов на российской операционной системе Аврора, а также разработку приложений для неё.
30 ноября 2021 года вышел новый релиз ОС Аврора — 4.0 (300 улучшений, из которых более 40 — крупные нововведения).
В 2022 году убытки компании «Открытая мобильная платформа», являющейся разработчиком ОС «Аврора», составили более 1 млрд рублей.
Минпромторг рекомендовал отечественным производителям смартфонов и планшетов разработать план портирования Аврора ОС под свои устройства и начала продаж устройств в потребительском сегменте.
7 ноября 2023 года устройства с ОС Аврора версии 4.0.2 производства компании Fplus вышли в розничную продажу, впервые с 2017 года, когда вышел в продажу INOI R7.
В декабре 2023 года в рамках мероприятия Rostelecom Tech Day была представлена «Аврора 5.0». Главные изменения коснулись интерфейса, который стал ближе к зарубежным аналогам.
К началу марта 2024 года, по данным компании Fplus, было продано 800 смартфонов и 130 планшетов на операционной системе Аврора.
9 октября 2024 года ОМП анонсировала программу «Аврора+», в рамках которой планируется развернуть операционную систему на различных устройствах, включая ТВ, роутеры и автоэлектронику.
В апреле 2025 года был представлен прототип версии операционной системы для ноутбуков и ПК.
2 июня 2025 года на конференции ЦИПР была представлена версия ОС "Аврора" для автомобиля  20 июня 2025 года на ПМЭФ Ростелеком, АвтоВАЗ и Сбер подписали меморандум  о доработке и внедрении Аврора Авто в автомобили LADA.

## Возможности мобильной ОС
- Доверенная загрузка и контроль целостности загрузчика и файловой системы[19]
- Встроенная верификация установки и запуска программ[19]
- Встроенные политики безопасности[19]
- Полный дистанционный контроль над всеми функциями смартфона[19]
- Защита каналов связи (ГОСТ VPN)[20][21]
- Многофакторная аутентификация (включая поддержку токенов)[19]
- Шифрование данных[19]
- Работа с электронной подписью (в том числе квалифицированной)[19]

Централизованное управление парком мобильных устройств и используемым мобильным ПО обеспечивается EMM-платформой Аврора Центр (АЦ), разработанной компанией «Открытая мобильная платформа». Аврора Центр управляет смартфонами и планшетами на Android и ОС Аврора. Управление устройствами на Android — без инфраструктуры Google. Аврора Центр сертифицирована ФСТЭК.
Загрузку ОС Аврора поддерживает Аврора СДЗ — средство доверенной загрузки для ARM-процессоров с корнем доверия в самом кристалле. В Аврору СДЗ интегрирована доверенная среда исполнения Аврора ТЕЕ, обеспечивающая безопасность устройств после загрузки.
ОС Аврора имеет SDK и API, которые позволяют разработчикам создавать совместимые приложения.

## Платформа управления устройствами
Начиная с версии ОС Аврора 3.0 есть возможность удалённого управления и конфигурации устройств с помощью платформы управления устройствами — «Аврора Центр».
21 марта 2023 года вышла новая версия российской платформы управления мобильными устройствами Аврора Центр — 3.2.
Аврора Центр включен в Единый реестр российского ПО и сертифицирован ФСТЭК России (Требования по 4-му уровню доверия — УД4).
Основные возможности Аврора Центра:
- Интеграция с LDAP-каталогом
- Управление пользовательскими сертификатами. Можно запрещать или разрешать использование Bluetooth, камеры, исходящие вызовы, изменения даты и времени, перевод устройства в авиарежим, снятие скриншотов.
- Push-сервис для Android, что позволяет отказаться от использования внешнего push-сервиса Google
- Поддержка Android 9—11
- Управление жизненным циклом корпоративных приложений; установка, обновление и удаление приложений
- Обновление и контроль версий ОС Аврора на устройствах
- Оперативный режим управления — например, блокировка устройств, удаление с них данных по запросу
- Диагностика и аудит событий с устройств, действий операторов, применения политик, получение лога с устройств
- Инвентаризация и мониторинг состояния устройств и действий пользователей

Также с помощью MDM-решения SafeMobile 5.0 (НИИ СОКБ) можно управлять мобильными устройствами на базе ОС Аврора 4.

## Приложения

### Встроенные приложения
Полный перечень приложений доступен на https://auroraos.ru/applications

### Доступные сторонние приложения
- Антивирусы (Лаборатория Касперского и «Dr.Web»[26]).
- Криптопровайдеры (КриптоПро[27] и СледопытSSL)[28].
- VPN-клиенты (например, VipNet Client[29]).
- VPN-решение для эффективной защиты каналов связи (например, «Континент АП»[30]).
- Мобильная электронная подпись[28].
- Доверенные мессенджеры (например, «PostLink»[31]).
- Платформа для интеграции и синхронизации данных.
- Офисные пакеты (МойОфис[32]и P7-Офис)[33].
- Системы электронного документооборота (СЭД)[34].
- Системы управления персоналом[35].
- Доверенные хранилища, в том числе облачные[36].
- Навигационные приложения[37].
- Системы распознавания (документы, банковские карты и номера автомобилей).
- Системы профессиональной радиосвязи.
- Приложения для контроля технических осмотров.
- Приложение для управления печатью.
- Клиент Telegram[38].

## Устройства с ОС Аврора
- Планшеты:
  - Aquarius CMP NS220 v5.2;
  - БайтЭрг МВК-2020;
  - Aquarius Cmp NS208;
  - Fplus Pro LifeTab Plus[39];
  - Aquarius CMP NS220.
  - Yadro Kvadra_T
  - Fplus T800;
  - Fplus T1100;
- Смартфоны:
  - Qtech QMP-M1-N;
  - Qtech QMP-M1-N IP68;
  - Масштаб TrustPhone Т1;
  - Fplus Pro R570E[40].
- КПК:
  - Aquarius NS M11;
  - Aquarius NS M12.

Актуальный список всех мобильных устройств: https://auroraos.ru/devices

## Награды
- Лауреат премии «Приоритет-2020» в номинации «Информационные технологии»[41].
- Лауреат премии «Безопасная информационная среда» в номинации «Отечественный защищенный программный продукт» 2020 года[42].
- Лауреат премии «HR-бренд 2020» за проект Проект: «Open Source сообщества как инструмент найма»[43].
- Лауреат премии «Приоритет-2022» в номинации «Информационные технологии» за платформу управления мобильными устройствами Аврора Центр[44].

## Применение
- 360 000 планшетов Aquarius и Байтэрг на ОС Аврора использовались в 2021 году во Всероссийской переписи населения[45]. В феврале 2022 года стало известно, что Минцифры до 1 сентября должно передать использовавшиеся во время Всероссийской переписи населения планшеты другим госорганам[46].
- В ПАО «Ростелеком», в рамках федерального проекта «Инфраструктурный оператор для операторов — O2O», создано больше тысячи корпоративных мобильных рабочих мест на ОС Аврора, которые удалённо назначают и контролируют выполнение нарядов, обеспечивают фотофиксацию и учёт выполненных работ в автоматическом режиме. В 2021 году запланирован следующий этап развития проекта.
- В АО «Интер РАО — Электрогенерация» завершено внедрение на 22 электростанциях АИС «Мобильный обходчик», разработанной партнёром ОМП — компанией «СИГМА», мобильная часть которой базируется на ОС Аврора.
- В АО «Почта России» оснащено 15 000 рабочих мест почтальонов мобильными почтово-кассовыми терминалами на базе ОС Аврора с предустановленным платёжным приложением, которые централизованно управляются Аврора Центром.
- «Транссеть» вместе с «КОРУС Консалтинг» разработало мобильное приложение под Аврору для ремонтно-восстановительных бригад Центральной станции связи компании РЖД. В 2021 году объём внедрения составит 3600 мобильных рабочих мест, оснащённых функциональным приложением и российской ОС, с перспективой тиражирования для всего эксплуатационного персонала[47].

## Продажи
В марте 2024 года представители Fplus сообщили, что за 4 месяца со дня старта розничных продаж было продано 8 смартфонов и 1 планшет на базе ОС Аврора.